# 赛依弗拉·马利绍瓦
赛依弗拉·马利绍瓦（1900年3月2日—1971年6月9日）是阿尔巴尼亚的一个政治家、党和国家领导人，阿尔巴尼亚共产党中央政治局委员，阿尔巴尼亚宣传和文化部部长、教育部部长、作家和艺术家协会主席。1946年，被指责企图建立资产阶级民主制度，发展资本主义私有制经济，向美英让步，犯了右倾机会主义错误，被开除出党。之后的余生靠当一名仓库保管员度过，直到1971年去世。